# P-750 Grom
Il P-750 Grom (in cirillico: П-750 Гром, nome in codice NATO: SS-NX-24 Scorpion), anche noto come 3M25M Meteorit-M, è stato un sistema missilistico antinave basato su di un missile da crociera supersonico imbarcato, di fabbricazione sovietica, sviluppato dall'OKB-52 tra la fine degli anni settanta ed i primi anni novanta per conto della marina sovietica.
Derivato dal Programma Meteorit, che si poneva come obiettivo lo sviluppo di un sistema d'arma universale impiegabile da piattaforme navali, aeree e terrestri, era in grado di raggiungere velocità nell'ordine dei 3.000 km/h con gittata prossima ai 5.000 km.
Nell'ambito di tale programma, poi cancellato nel 1992, vennero sviluppate più versioni del missile: una ad uso costiero, denominata 3M25N Meteorit-N (nome in codice NATO: SSC-X-5), ed una avio-lanciata, denominata 3M25A Meteorit-A (nome in codice NATO: AS-X-19 Koala).
Nel 2009, nonostante l'abbandono del progetto, ne venne presentato un simulacro in occasione del MAKS di quell'anno.

## Storia

### Sviluppo
L'ufficio tecnico di Čelomej iniziò a lavorare su un missile da crociera strategico intorno alla metà degli anni settanta. In particolare, i tecnici dell'OKB-52 intendevano realizzare un sistema d'arma “universale”, che potesse essere utilizzato su piattaforme terrestri, navali ed aeree. Questa proposta fu considerata dal comandante in capo della marina, Gorshkov, il quale decise di autorizzare lo sviluppo di due armi distinte: il missile di Čelomej (chiamato Meteorit), idoneo al lancio tramite dei tubi speciali, ed un modello del OKB Novator adatto ai tubi lanciasiluri dei sottomarini atomici (quello che sarebbe poi diventato l'SS-N-21 Sampson).
Inizialmente, la decisione di sviluppare il Meteorit suscitò forti perplessità, anche perché i sistemi di questo tipo erano stati abbandonati in favore dei missili balistici da entrambe le superpotenze già negli anni cinquanta. Tuttavia, l'insistenza del capo della marina, nonché l'appoggio del Ministro della Difesa Ustinov, consentirono al programma di andare avanti. Quindi, il 9 dicembre 1976, venne autorizzato lo sviluppo di questo missile, che ricevette il nome di 3M25 Meteorit.
Il progetto preliminare del sistema terrestre-imbarcato venne completato nel dicembre 1978, e quello della versione aviolanciata nel gennaio 1979. Quest'ultima differiva principalmente per la presenza di un booster a propellente solido posto posto nella sezione di coda, al posto dei due razzi a propellente liquido previsti per le altre due varianti.
Il primo ad essere testato fu un missile "terrestre", il 20 maggio 1980. Il lancio si risolse in un insuccesso: infatti, il Meteorit rimase all'interno del cilindro di lancio, che rimase parzialmente distrutto. Per avere un successo, occorrerà aspettare il quinto tentativo, il 16 dicembre 1981, quando il missile riuscì a compiere un tragitto di 50 km.
I test della versione imbarcata iniziarono alcuni anni dopo. Infatti, questa doveva inizialmente essere testata su un sottomarino della classe Echo II (Progetto 675 in Unione Sovietica). Successivamente, tuttavia, si decise di optare per un SSBN della classe Yankee. Ne venne quindi modificato un esemplare, il K-420, sul quale furono effettuate estese modifiche presso il cantiere navale Sevmash di Severodvinsk. I lavori iniziarono il 18 giugno 1980, e terminarono un paio d'anni dopo, il 15 ottobre 1982. Il 16 agosto 1983 il battello concluse le prove in mare, ed il 27 dicembre dello stesso anno venne effettuato il primo test.
I test statali si conclusero nel 1988, con un numero di successi circa uguale a quello dei fallimenti. Questo, unito alla complessità del sistema ed alla necessità di costruire dei mezzi “dedicati”, determinarono la decisione di interrompere i lavori sul Meteorit alla fine del 1989. In particolare, i test sul K-420 si conclusero il 15 dicembre di quell'anno, e nel 1990 l'equipaggiamento relativo fu rimosso dal sottomarino. Il battello tornò in servizio con la Flotta del Nord armato solo di siluri, e fu definitivamente radiato nel 1994.
Nel 1992 terminarono anche i test aeronautici.

## Versioni
- 3M25 Meteorit-N: si tratta della versione per impiego antinave costiero, che ricevette in Occidente la codifica NATO di SSC-X-5. Volò per la prima volta il 20 maggio 1980, ed utilizzava come primo stadio due razzi a propellente solido, ripresi da quello del missile balistico SS-11 Sego Mod. 2. Questi razzi avevano degli ugelli girevoli controllabili, ed assicuravano una spinta di 24 tonnellate per 32 secondi. Il secondo stadio era invece costituito da un turbogetto, situato in fondo alla fusoliera (progettata per ridurre il più possibile la visibilità).
- 3M25 Meteorit-M: versione antinave imbarcata, testata sul K-420. Volò per la prima volta il 27 dicembre 1983. La piattaforma prevista per questo missile erano gli SSGN della classe Oscar II: in particolare, inizialmente si pensava di utilizzare per i Meteorit gli stessi tubi di lancio usati per i Granit (SS-N-19 Shipwreck in Occidente). Tuttavia, questa soluzione avrebbe comportato la necessità di modifiche radicali alla struttura, e si rivelò impraticabile. Dal punto di vista tecnico, non risultano differenze con la versione da difesa costiera.
- 3M25 Meteorit-A: versione aviolanciata, che si differenziava dalle precedenti, tra l'altro, per il primo stadio, costituito da un razzo a propellente solido. Ricevette la codifica di AS-X-19 Koala[1].